# Орден Звезды Океании
Орден Звезды Океании (гав. Ka Hoku o Osiania e Hookanaka) — государственная награда Королевства Гавайи.

## История
Учреждён королём Калакауа 16 декабря 1886 года «для вознаграждения выдающихся заслуг перед государем или государством и в продвижении имени и влияния Гавайев среди коренных сообществ островов Тихого и Индийского океанов, а также на прилегающих континентах».
Орден состоял из пяти степеней с ограниченным числом одновременно состоящих в ордене:
- кавалер Большого креста — 15 человек,
- великий офицер — 30 человек,
- командор — 45 человек,
- офицер — 60 человек,
- кавалер (компаньон) — 75 человек.

Ордену принадлежала медаль двух степеней.
После свержения монархии в январе 1893 года все королевские награды были упразднены.

## Знаки ордена
Знак — пятиконечная звезда зелёной эмали с широким ободком белой эмали. В углах звезды исходящие из центра штралы, образующие перевёрнутую пятиконечную звезду. В центре звезды круглый медальон белой эмали с оконечностью зелёной эмали и с широким ободком красной эмали. В центре медальона золотой маяк с семью расходящимися лучами и шестью звёздочками между ними и большим числом точек по верхнему краю. На ободке золотая надпись «KA • KOKU • O • OSIANIA».
Знак (кроме кавалеров) увенчан королевской короной красной эмали, с исходящими из короны штралами. В верхней части короны ушко с кольцом, через которое пропускается орденская лента.
Знак односторонний, с оборотной стороны гладкий, без эмали и изображений.
Звезда — внешне повторяет знак ордена, без короны сверху.
Лента — шёлковая муаровая зелёного цвета с узкими белыми полосками вдоль краёв.
Медаль — внешне идентична знаку кавалера ордена без эмалей, без короны над звездой. Медаль 1-й степени — золотая, 2-й степени — серебряная.
Кавалеры Большого креста носили знак ордена на широкой ленте через правое плечо и звезду на левой стороне груди, великие офицеры — только звезду на левой стороне груди, командоры — знак ордена на узкой ленте на шее, офицеры и кавалеры — знак ордена малого размера на узкой ленте на левой стороне груди. Медали носились на узкой ленте на левой стороне груди.